# Gora Aleksandra Girsa
Gora Aleksandra Girsa är ett berg i Antarktis. Det ligger i Östantarktis. Norge gör anspråk på området. Toppen på Gora Aleksandra Girsa är 3 171 meter över havet.
Terrängen runt Gora Aleksandra Girsa är huvudsakligen en högslätt.  Trakten är obefolkad. Det finns inga samhällen i närheten.